# 古蚶
古蚶或古毛蚶（学名：Anadara antiquata），又名舟毛蚶（学名：Anadara  scapha），是魁蛤目魁蛤科粗饰蚶属的一种。

## 分佈
在西太平洋，主要分佈於台湾、新加坡、印度尼西亚、中国大陆，常栖息在浅海沙底。
在印度洋，主要分佈於查戈斯群岛、馬斯克林深海高原、肯雅滨海省的蒙巴薩及鄰近的基西特國家海洋公園和自然保護區、馬達加斯加、紅海、毛里裘斯及坦桑尼亞。

## 烹調方法
古蚶在越南叫作，是常見的貝殼類美食，一般會佐以洋蔥、香茅或辣椒在貝肉的面，然後整個連殼來燒烤。

## 寄生蟲
本物種已知是Anthessius nosybensis Kim I.H., 2009的宿主。